# Henry Flynt
Pour les articles homonymes, voir Flint.
Henry Flynt né en 1940 à Greensboro, est un philosophe, musicien, activiste anti-art et artiste.

## Discographie
- New American Ethnic Music Volume 2 : Spindizzy
- C Tune
- You Are My Everlovin' / Celestial Power
- Graduation and Other New Country and Blues Music
- Raga Electric
- Backporch Hillbilly Blues, vol 1
- Backporch Hillbilly Blues, vol 2
- I Don't Wanna
- Purified by the Fire
- Henry Flynt & Nova' Billy
- Violin Strobe

## Source
- (en) Cet article est partiellement ou en totalité issu de l’article de Wikipédia en anglais intitulé « Henry Flynt » (voir la liste des auteurs).